# Sestra

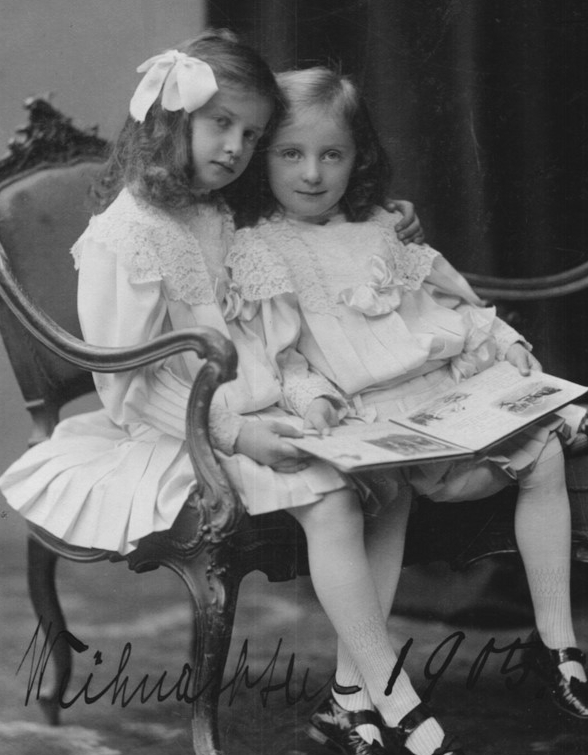
dvě sestry

Sestra je běžné označení sourozence ženského pohlaví. Protějšek mužského pohlaví se nazývá bratr.
Lze rozlišit pojmy plnorodá sestra, pokud jde o sourozence, kteří mají stejné oba rodiče, a polorodá sestra, pokud je společný pouze jeden rodič. Nevlastní sestra je označení pro dítě partnera (manžela či manželky) druhého nevlastního sourozence; jde tedy o pokrevně nepříbuzné děti spojené svazkem rodičů.

## Jiné významy
Pro důvěrný vztah sourozenců se označení sestra přeneseně užívá pro členy některých komunit a společenství.
Jako řádové sestry se též označují řeholnice. Protože řeholnice ve špitálech pečovaly o nemocné, nazýváme dnes sestrami i ošetřovatelky v nemocnicích a lékařských ordinacích. Výrazem zdravotní sestra je v ČR oficiální označení i pro mužské pracovníky, ale se vzrůstajícím počtem můžů v této profesi se rozšiřuje i označení zdravotní bratr.
Jako sestry a bratři se mezi sebou titulují též skauti Sokolové, křesťané (někde běžně, někde již jen výjimečně) a někteří tradičněji orientovaní členové KDU-ČSL.